# Itzik Feffer
Itzik Feffer (10 de septiembre de 1900 - 12 de agosto de 1952), también Fefer (yidis איציק פֿעפֿער, idioma ruso Ицик Фефер o Исаáк Соломóнович Фе́фер, Isaak Solomónovch Féffer) fue un poeta yidis soviético ejecutado en La Noche de los Poetas Asesinados durante la Gran Purga de Iósif Stalin.

## Primeros años
Itzik Feffer nació en Shpola, una ciudad del uyezd (distrito) de Zvenýhorod de la Gobernación de Kiev, Imperio ruso.

## Carrera

### Segunda Guerra Mundial
Durante la Segunda Guerra Mundial, era un periodista militar con el grado de Coronel y fue vicepresidente del Comité Judío Antifascista (ЕАК). Él y Solomón Mijoels viajaron a los Estados Unidos en 1943 en un viaje de recaudación de fondos bien documentado.

### Arresto y muerte
En 1948, tras el asesinato del Presidente del ЕАК Solomón Mijoels, Feffer, junto con otros miembros del ЕАК, fue detenido y acusado de traición a la patria. Feffer había sido informante de la NKVD (precursor del KGB) desde 1943. Según los informes Feffer cooperó con la investigación, el suministro de información falsa que condujo al arresto y condena de más de cien personas, pero en el juicio, hizo declaraciones nacionalistas abiertas y expresó orgullo por su identidad judía. Feffer también supuestamente había sido uno de los "poetas yiddish más leales y conformistas", que habían ayudado a hacer cumplir el estricto control ideológico sobre otros escritores yiddish, y tenía una historia para denunciar colegas por su "histeria nacionalista". Sin embargo, en 1952, Feffer, junto con otros acusados, fue juzgado en un juicio cerrado del ЕАК y ejecutado el 12 de agosto de 1952, en la Lubianka.
Feffer fue rehabilitado póstumamente en 1955, tras la muerte de Stalin.

## Paul Robeson
El cantante de concierto y actor estadounidense Paul Robeson se reunió con Feffer el 8 de julio de 1943, en Nueva York durante una actividad del Comité Judío Antifascista presidido por Albert Einstein, una de las mayores manifestaciones prosoviéticas jamás celebradas en los Estados Unidos. Después de la manifestación, Paul Robeson y su esposa Eslanda Goode Robeson, se hicieron amigos de Feffer y Mijoels.
Seis años más tarde, en junio de 1949, durante la celebración del 150° aniversario del nacimiento de Aleksandr Pushkin, Robeson visitó la Unión Soviética para cantar en concierto. De acuerdo con David Horowitz,

En Estados Unidos, la pregunta "¿Qué pasó con Itzhak Feffer?" ha entrado en la moneda de debate político. Se hablaba en los círculos intelectuales que Judios estaban siendo asesinados en una nueva purga Soviética y que Feffer fue uno de ellos. Fue para sofocar estos rumores de que Robeson pidió ver a su viejo amigo, pero él le dijo a funcionarios soviéticos que iba a tener que esperar. Finalmente, se le informó que el poeta estaba de vacaciones en Crimea y lo vería tan pronto como regresó. La realidad era que Feffer ya había estado en la cárcel por tres años, y sus captores soviéticos no quería llevarlo con Robeson de inmediato porque se había convertido en un demacrado por falta de alimentos. Mientras Robeson esperó en Moscú, la policía de Stalin trajo Feffer después de salir de la cárcel, lo puso al cuidado de los médicos, y comenzó a engordar para la entrevista. Cuando volvió a estar lo suficientemente sano, fue llevado a Moscú. Los dos hombres se encontraron en una habitación que estaba bajo vigilancia secreta. Feffer sabía que no podía hablar con libertad. Cuando Robeson preguntó cómo estaba, sacó su dedo con nerviosismo por la garganta e hizo un gesto con los ojos y los labios a su compañero americano. Van a matarnos, dijo. Cuando regreses a América debes hablar y salvarnos.

Durante su actuación en la Sala de conciertos Chaikovski de Moscú el 14 de junio - que fue transmitida a todo el país - Robeson rindió públicamente un homenaje a Feffer y al fallecido Mijoels, cantando la canción Fareynikte Partizaner Organizatsye "Zog Nit Keynmol" en ruso y en yiddish. Las grabaciones del concierto sobrevivieron, pero las palabras habladas de Robeson se perdieron. El hijo de Robeson, Paul Robeson Jr., cuenta este episodio en la biografía de su padre en el documental de Nikolái Milovídov, Su nombre era Robeson (1998).

## Trabajo literario
Feffer fue un poeta prolífico que escribió casi exclusivamente en yidis, y sus poemas fueron ampliamente traducidos al idioma ruso y al idioma ucraniano. Se lo considera uno de los más grandes poetas soviéticos en el idioma yiddish y sus poemas fueron ampliamente admirados dentro y fuera de Rusia.

### Di Shotns fun Varshever Geto
Su poema épico Di Shotns fun Varshever Geto ("Las Sombras del gueto de Varsovia") es un homenaje a los 750 Judíos que participaron en el levantamiento del gueto de Varsovia y dieron su vida luchando contra la tiranía durante la Segunda Guerra Mundial.

## Libros de poesía
- Shpener (Astillas), 1922;
- Vegn zikh un azoyne vi ikh (Acerca de mí y otros como yo), 1924;
- A shteyn tsu a shteyn (Una piedra sobre una piedra.), 1925;
- Proste reyd (Palabras simples), 1925;
- Bliendike mistn (Florecimiento de basura), 1926, un título paradójico de la reactivación de un shtetl en la época soviética;
- Gefunene funken (Sparkles encontrados), 1928;
- Gevetn (Competencia), 1930;
- Plakatn af bronze (Carteles en bronce), 1932;
- Kraft (Fuerza), 1937;
- Roytarmeyish 1943;
- Afsnay (De nuevo), 1948.